# 어사대부
어사대부(御史大夫)는 중국 및 고려의 관직으로, 고려에서는 어사대의 정3품 관직이었다. 어사대 직제에는 어사대부 위에 판어사대사(判御史臺事)가 있었지만 사실 재상이 겸하는 자리였으므로 어사대부가 어사대의 실제 책임자가 되었다. 995년(성종 14) 고려 건국 초부터 있었던 사헌대(司憲臺)를 어사대로 개편할 때 처음 설치되었다.